# Dodici tribù di Israele

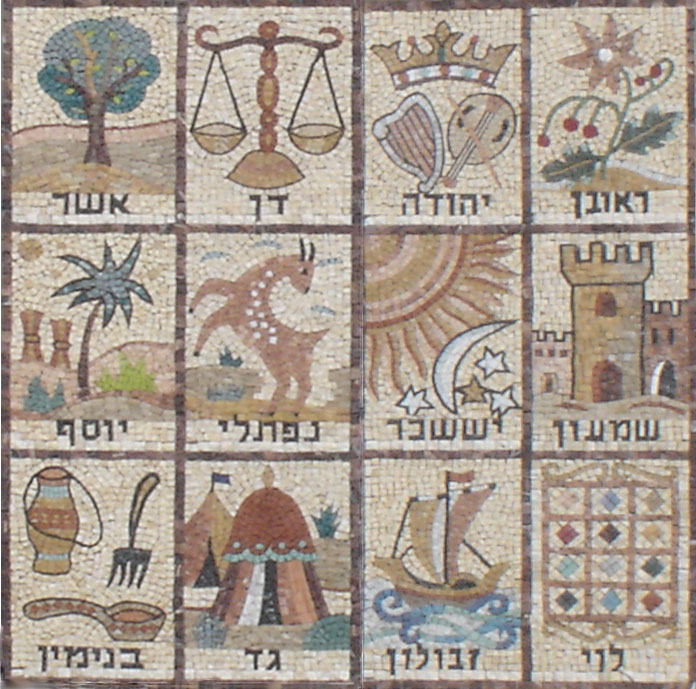
Mosaico delle 12 tribù di Israele, dal muro di una sinagoga a Gerusalemme

Le dodici tribù di Israele (anche dette figli di Israele, popolo di Israele e israeliti) sono i dodici gruppi, legati da vincoli di parentela nei quali, secondo la tradizione biblica, si suddivideva il popolo ebraico. Ciascuna delle tribù si riteneva discendere da uno dei dodici figli di Giacobbe, chiamato anche Israele, e ne portava il nome. 
Sempre secondo la tradizione, quando il popolo d'Israele scese in esilio in Egitto era in numero di 70 individui analogamente alle 70 Nazioni del mondo; esso è considerato possesso particolare di Dio e lo stesso capo dei profeti Mosè poté scorgerne la completezza solo quando contò 600.000 individui maschi, dai 20 ai 60 anni, corrispondenti alle 600.000 lettere ebraiche della Torah.
Ciascuna tribù del popolo ebraico attorno all'Arca dell'Alleanza portava una bandiera o drappo di seta,vedi galleria sotto definiti in ebraico degalim, con il simbolo rappresentante.

## Origine dei nomi

Suddivisione ripartizione geografica di Israele tra le 12 tribù secondo il Libro di Giosuè

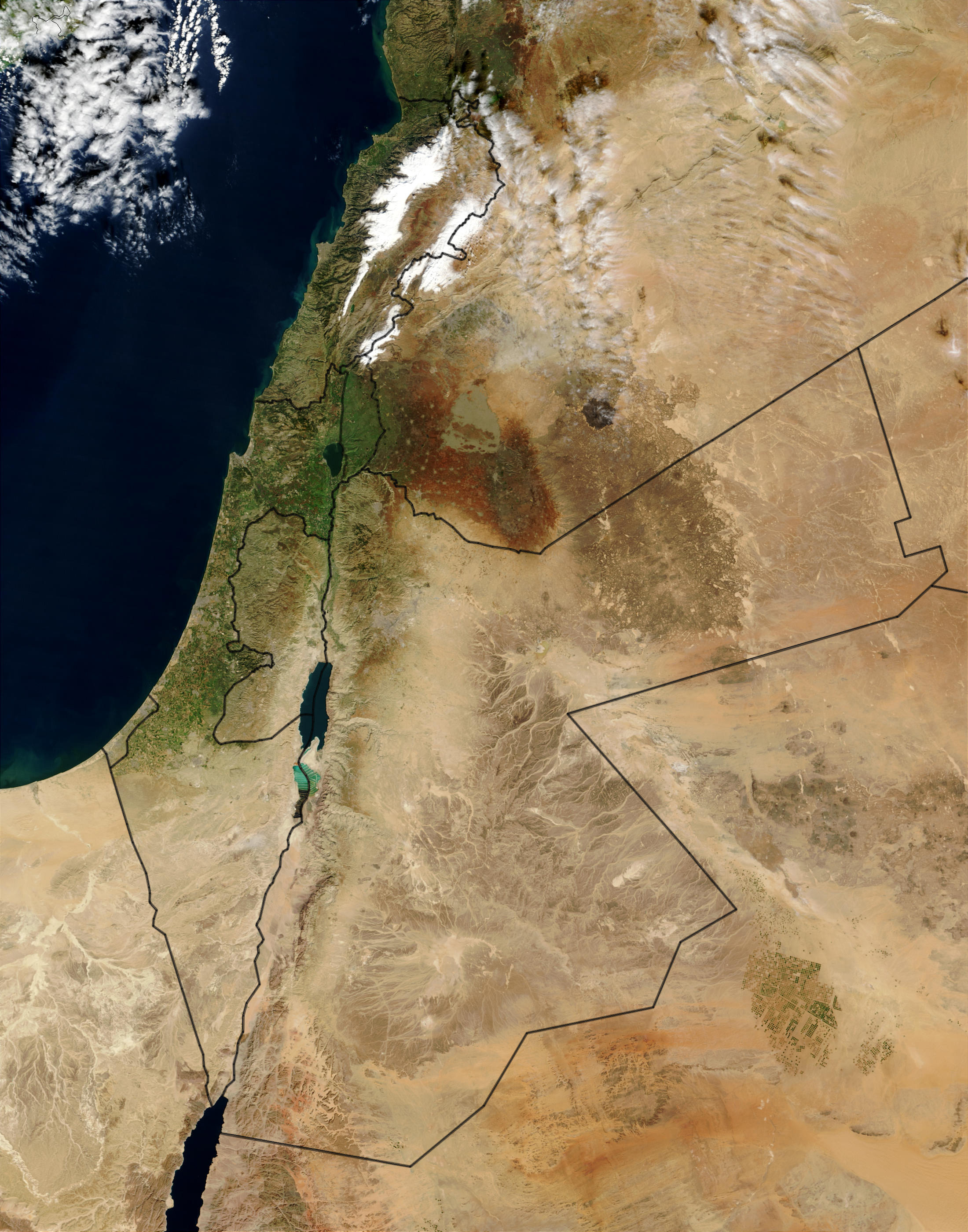
Medioriente (mappa satellitare)

- Ruben, il primogenito, il cui nome significa guarda: un figlio (maschio)!, derivante anche dalla radice di Gevurah. Era figlio di Lia e da lui discendono i Rubeniti.
- Simeone, secondogenito, figlio di Lia. Il suo nome significa YHWH mi ha udito, da lui discendono i Simeoniti o Simoniti.
- Levi, terzo figlio di Lia. Mi si affezionerà significa, sperando Lia in un avvicinamento di Giacobbe. Ma lui amava di più Rachele, sua sorella, da Levi discendono i Leviti e a sua volta i Gershoniti, Keatiti, Merariti e Aronniti.
- Giuda, quarto figlio di Lia, chiamato "giovane leone". Significa loderò YHWH. Da lui discendono i Giudaiti o Giuditi.
- Dan, figlio di Bilhah, un'ancella di Rachele, poiché questa sembrava non poter avere figli. Significa YHWH mi ha fatto giustizia, da lui discendono i Daniti.
- Neftali, altro figlio di Bilhah: rivalità tra sorelle, da lui discendono i Neftaliti.
- Gad, figlio di Zilpah, ancella di Lia che gridò per fortuna!, da lui discendono i Gaditi.
- Aser, secondo figlio di Zilpah: così mi diranno felice!,  da lui discendono gli Aseriti
- Issachar, concepito da Lia in un giorno in cui Giacobbe avrebbe dovuto appartarsi con Rachele. Dio mi ha dato il mio salario, per avere io dato la mia schiava a mio marito, da lui discendono gli Issacariti.
- Zabulon, ancora Lia: Dio mi ha fatto un bel regalo: questa volta mio marito mi preferirà, perché gli ho partorito sei figli, da lui discendono gli Zabuloniti
- Dopo Zabulon Lia ebbe anche una figlia: Dina, protagonista di un singolo capitolo della bibbia (Genesi 34[1])
- Giuseppe, Dio ha tolto il mio disonore, disse Rachele, al primo figlio, dai cui discende il "casato di Giuseppe" (composta dai suoi figli)
- Beniamino, secondo figlio di Rachele. Non temere, disse lei, prima di morire. Il nome, in semitico, significa figlio della mia mano destra, capo, o reggitore del Sud (il sud sta a destra, nella geografia semita, guardando verso Gerusalemme da occidente verso oriente, ma dal Qodesh haQodashim si guarda verso occidente). Da lui discendono i Beniaminiti o Beniamiti.

A questa prima struttura tribale ne succedette un'altra, in cui appaiono Efraim (Efraimiti) e Manasse (Manassiti) citati come figli di Giuseppe, ma adottati da Giacobbe. Queste due tribù furono a capo del Regno di Israele, nato nella parte nord del Regno di Davide dopo la morte di Salomone.

## Storia

### Il racconto biblico
La storia delle dodici tribù inizia quando Giacobbe e la sua famiglia scese in Egitto con "70 anime" (Genesi 46:26-27). In Egitto "i figli d'Israele furono fruttiferi, moltiplicarono copiosamente e divennero numerosi e si fecero straordinariamente forti" e divennero il "popolo israelita" (Esodo 1:1-9). Dopo la morte di Giuseppe - uno dei figli di Giacobbe che era diventato viceré dell'Antico Egitto - il Faraone oppresse gli Israeliti oberandoli con lavori forzati.
Dio "si ricordò della sua alleanza con Isacco e con Giacobbe" (Esodo 2:24-25) si manifestò a Mosè e liberò gli Israeliti dal giogo d'Egitto. A quell'epoca la nazione israelita contava "seicentomila uomini capaci di camminare" (Esodo 12:37), comunemente interpretato come 600.000 uomini abili (militarmente), escludendo quindi anziani, donne e bambini.
Sul Monte Sinai, alla nazione israelita vennero date leggi e regolamenti - la Torah - e un patto d'alleanza con Dio. Dopo aver vagato per 40 anni nel deserto al comando di Mosè, le dodici tribù entrarono nella terra di Canaan guidati da Giosuè. Secondo il Libro di Giosuè, a ogni tribù fu assegnato un territorio, a eccezione di quella di Levi, alla quale era stato affidato il ruolo di sacerdoti.

### Riscontri della ricerca moderna
La ricerca testamentaria moderna generalmente non accetta che le dodici tribù siano semplicemente divisioni di un'unità più vasta che si era sviluppata naturalmente da radici patriarcali. Si suppone che tale schema semplicistico si origini in realtà da speculazioni genealogiche successive, che tentavano di spiegare la storia delle tribù in termini di relazioni familiari. L'alleanza delle dodici tribù si pensa sia maturata dall'organizzazione di tribù indipendenti, o gruppi di tribù, spinti a unirsi per ragioni storiche. Gli storici divergono riguardo a quando tale unione delle dodici tribù sia avvenuta e quando le tribù di Israele divennero una nazione singola.
Una scuola di pensiero sostiene che la confederazione sia avvenuta nell'ambito del territorio verso la fine del periodo dei Giudici e l'inizio della Monarchia. Tutte le tradizioni che reputano le dodici tribù come una nazione singola già sin dalla schiavitù d'Egitto o le peregrinazioni nel deserto, sono considerate senza fondamento. Tale scuola riconosce i nomi di alcune delle tribù nei nomi di siti antichi a Canaan, come le montagne di Neftali, Efraim, e Giuda, il deserto di Giuda, e Gilead. Con il passare del tempo, coloro che abitavano in queste zone assunsero i nomi delle località.
Altri pensano che le tribù che discesero dalla matriarca Lia - cioè Ruben, Simeone, Levi, Giuda, Zabulon e Issachar - esistessero inizialmente come confederazione di sei tribù i cui confini a Canaan erano contigui. Solo in seguito altre tribù penetrarono nella zona, espandendosi poi in una confederazione di dodici.
Una seconda scuola ammette che l'unione dei dodici esistesse durante le peregrinazioni nel deserto, ma che Canaan non fu conquistata da un'alleanza di queste tribù in una sola volta. Piuttosto, ci furono incursioni individuali nel territorio in vari periodi distanti tra loro. Tuttavia, l'alleanza tra le dodici tribù e la loro consapevolezza di unità nazionale scaturita da affinità etnica, storia comune, fede e pratiche sacrali, ebbe origine nel periodo precedente

### Il numero dodici
Il numero dodici non è né fittizio né il risultato di un vero sviluppo genealogico della storia patriarcale. Si tratta di una cifra istituzionalizzata e convenzionalizzata che si trova anche in altre tribù, come ad esempio i figli di Ismaele, di Naor, di Ioctan, ed Esaù. Simili modelli organizzativi riferentesi a gruppi di dodici, o anche sei, tribù, sono noti in Asia Minore, Grecia e Italia. In Grecia, tali raggruppamenti erano chiamati anfizionie, leghe sacrali di ἔθνη o πόλεις (polis) che gravitavano attorno a un particolare santuario. A ciascuna tribù veniva assegnato un turno prestabilito nell'approvvigionamento e mantenimento del tempio. I membri anfizionici facevano pellegrinaggio verso il centro religioso comune in occasioni festive. La misura esatta di corrispondenza tra l'anfizionia del mondo ellenico e la struttura duodecimale delle tribù di Israele potrebbe essere causa di controversie accademiche, tuttavia non ci sono dubbi che questo modello di dodici attribuito alle tribù ebraiche sia reale e fermamente radicato nella storia. Pertanto, se una delle tribù doveva ritirarsi dall'unione o essere assorbita da un'altra tribù, il numero dodici sarebbe stato conservato, sia dividendo in due una delle rimanenti tribù oppure accettando una nuova tribù nell'unione. Per esempio, quando la tribù di Levi viene considerata parte delle dodici tribù, le tribù di Giuseppe sono considerate come una sola. Ma quando la tribù di Levi non viene citata in quanto priva di territorio, le tribù di Giuseppe sono contate separatamente come Manasse ed Efraim. Seguendo le stesse considerazioni duodecimali, quella di Simeone è contata come una tribù anche dopo che è stata assorbita da Giuda. Anche Manasse, dopo essersi divisa in due, viene considerata una.

### Centri religiosi
La confederazione delle dodici tribù era primariamente religiosa, basata sulla fede in un unico "Dio di Israele" col quale le tribù avevano stabilito un "patto" e che adoravano in un centro sacrale comune come "popolo del Signore" (per es. Deuteronomio 7:6). La Tenda del Convegno e l'Arca dell'Alleanza  erano gli oggetti più sacri dell'unione tribale. La tradizione biblica narra che molti luoghi servivano come centri religiosi in vari periodi. Durante le peregrinazioni nel deserto, "la montagna di Dio", cioè il Sinai o Horeb, servì come tale luogo, come anche la grande oasi di Kadesh-Barnea dove le tribù rimasero per un periodo e da cui tentarono una conquista del territorio. Molti siti a Canaan vengono citati con associazioni sacre o come centri di pellegrinaggio. Alcuni di questi, come Penuel, dove Giacobbe ricevette il nome "Israele",  Beth-El, che ospitava l'Arca, e Be'er Sheva, che risale ai tempi patriarcali. Giacobbe costruì un altare a Sichem e le tribù si riunirono in quel luogo "davanti al Signore" stabilendo un'alleanza con Lui nel tempo di Giosuè (Giosuè 24:23-25). Shiloh godeva di particolare importanza come sito centrale delle tribù, in cui si riunivano sotto la guida di Giosuè per suddividere la terra in lotti, e fu in quel luogo che piazzarono la Tenda del Convegno e l'Arca. La famiglia di Eli, che tracciava la propria discendenza fino ad Aronne, il Sommo sacerdote, officiava a Shiloh, ed era a Shiloh che gli Israeliti si recavano per le festività e i sacrifici.
La molteplicità dei luoghi culturali solleva la questione se tutte e dodici le tribù fossero realmente concentrate in un unico sito anfizionico. Potrebbe essere che, man mano che le connessioni di una tribù con l'anfizionia si indebolivano per varie ragioni, la tribù iniziava a svolgere i propri rituali presso uno degli altri siti. Probabilmente, diversi siti venivano utilizzati dai vari sottogruppi delle tribù. Beer-Sheba e Hebron, per esempio, erano usati dai gruppi tribali meridionali; Shechem, Shiloh e Gilgal erano venerati dalle tribù centrali; il santuario a Dan serviva alle tribù settentrionali. La probabilità dei molti santuari viene rafforzata dal fatto che gruppi di insediamenti cananei separavano le tribù meridionali e centrali, e dividevano le tribù centrali da quelle di Galilea. È possibile che vari santuari venissero utilizzati da tribù differenti simultaneamente, mentre il santuario che ospitava l'Arca del Signore era venerato come centrale da tutte e dodici le tribù.

### Genealogie
I cambiamenti che avvennero nella struttura delle dodici tribù e dei rispettivi punti di forza, vengono espressi dalle genealogie bibliche. Le tribù discendono da quattro matriarche: otto tribù da Lia e Rachele, e quattro dalle ancelle Bilhah e Zilpah. Si ritiene che l'attribuzione alle due mogli sia indicativo di una fase iniziale dell'organizzazione tribale, le "tribù di Lia" e le "tribù di Rachele". L'attribuzione di quattro tribù alle ancelle potrebbe indicare sia uno status inferiore o una tarda appartenenza alla confederazione. Nella lista delle dodici tribù, Ruben è evidenziato come primogenito, seguito da Simeone, Levi, e Giuda, figli di Lia, che occupano posizioni primarie.
Ruben sta a capo della lega tribale e ha una posizione di importanza centrale tra i suoi confederati prima della conquista del territorio. D'altra parte, la stessa tribù è inattiva durante il periodo dei Giudici - non fornì nessun giudice e durante la guerra di Debora contro Sisara, Ruben "rimase seduto tra gli ovili" e non prestò aiuto (Giudici 5,15-16). Probabilmente, dato che questa tribù dimorava ai bordi del territorio, i suoi legami con le altre tribù erano indebolite e la sua sopravvivenza come una delle tribù d'Israele era a rischio.
Simeone fu assorbita da Giuda. Levi si sparse in tutto Israele come risultato dei propri incarichi sacrali. Giuda fu tagliato fuori dal resto delle tribù da un lembo di terra cananea che separava le montagne di Giuda e quelle di Efraim. Il primato di Ruben in testa alle dodici tribù fu preso dalla Casa di Giuseppe, che giocò un ruolo decisivo e storico durante il periodo di insediamento e dei Giudici. Giosuè provenne dalla tribù di Efraim. Sichem e Shiloh erano entro i confini della Casa di Giuseppe. Samuele venne dalle colline di Efraim. Efraim condusse le tribù in guerra contro Beniamino a causa della concubina a Gabaa (Giudici 19-20). All'inizio della monarchia, la guida andò a prima a Beniamino con Saul poi a Giuda con Davide. Il passo 1Cronache 5,1-2 illustra chiaramente come la posizione dominante tra le tribù passasse da Ruben a Efraim e da Efraim a Giuda.
(1Cronache 5,1-2)

### Nazionalismo
Ciascuna delle dodici tribù godeva di grande autonomia, organizzando i propri affari secondo un modello tribale-patriarcale. Senza dubbio esistevano istituzioni amministrative comuni a tutte le tribù, situate vicino ai santuari centrali, sebbene le relative informazioni siano alquanto scarse. Durante le peregrinazioni nel deserto, la guida del popolo fu assegnata ai principi di ciascuna tribù e agli anziani che avevano assistito Mosè: si incontravano e legiferavano per l'intero popolo. Ci sono riferimenti a riunioni dei capi tribù e anziani durante i periodi di insediamento e dei Giudici. "Il sacerdote Pincas e i capi della comunità, i capi dei gruppi di migliaia d'Israele che erano con lui" (Giosuè 22) condussero le trattative con le tribù transgiordane, a nome dell'intera nazione. Giosuè convocò "gli anziani, i capi, i giudici, e gli ufficiali di Israele" per stabilire un patto con Sichem. Gli anziani di Israele, a nome di tutta la nazione, chiesero che Samuele nominasse un re. Gli avvenimenti della concubina di Gabaa e la battaglia di Saul con Nahash l'Ammonita (1Re 11,1) sono classici esempi di un'azione comune intrapresa dalla lega delle dodici tribù: 
In un caso, azione unitaria fu presa dalle tribù contro uno dei propri membri, Beniamino, per aver violato i termini del patto. La guerra contro Nahash l'Ammonita dimostra che le tribù erano tenute a venire in aiuto di uno qualsiasi della lega che si fosse trovato in difficoltà. A causa della natura sacrale della lega stessa, le guerre delle tribù erano considerate "guerre del Signore". Tuttavia, i racconti del Libro dei Giudici circa le battaglie che Israele intraprese contro i suoi nemici rendono chiaro che la lega doveva essere stata piuttosto debole in quel periodo.
La consapevolezza dell'unità nazionale e religiosa non aveva ancora generato una solida confederazione politico-militare. Il Cantico di Debora dà chiara espressione alla mancanza di solidarietà tra le tribù, poiché alcune di queste non vennero in aiuto della tribù galilee:
per assumere il comando;

ci furono volontari

per arruolarsi in massa:

Benedite il Signore! 

3 Ascoltate, re,

porgete gli orecchi, o principi;

io voglio cantare al Signore,

voglio cantare al Signore,

voglio cantare inni al Signore, Dio d'Israele!

[...] 
7 Era cessata ogni autorità di governo,

era cessata in Israele,

fin quando sorsi io, Debora,

fin quando sorsi come madre in Israele.

8 Si preferivano divinità straniere

e allora la guerra fu alle porte,

ma scudo non si vedeva né lancia

né quarantamila in Israele.

[...]
13 Allora scesero i fuggiaschi

per unirsi ai principi;

il popolo del Signore

scese a sua difesa tra gli eroi.

14 Quelli della stirpe di Efraim

scesero nella pianura,

ti seguì Beniamino fra le tue genti.

Dalla stirpe di Machir scesero i comandanti

e da Zàbulon chi impugna lo scettro del comando. 

15 I principi di Issacar mossero con Debora;

Barak si lanciò sui suoi passi nella pianura.

Presso i ruscelli di Ruben grandi erano le esitazioni. 

16 Perché sei rimasto seduto tra gli ovili,

ad ascoltare le zampogne dei pastori?

Presso i ruscelli di Ruben

È impossibile indicare anche una sola guerra contro nemici esterni durante il periodo dei Giudici in cui tutte le tribù agirono in concerto. Infatti, ci sono indicazioni di liti e dispute intertribali. A questo proposito, ci sono studiosi che ritengono che i giudice-liberatori non furono leader nazionali pantribali, ma guidarono solo tribù singole, o gruppi di esse. Fu solo verso la fine del periodo dei Giudici, quando la pressione dei Filistei sulle tribù di Israele aumentò nella parte occidentale e quella dei popoli della Transgiordania in quella orientale, che la confederazione tribale religio-nazionale assunse dimensioni politiche e militari. Le tribù israelite si consolidarono allora come un'entità nazionale-territoriale di struttura a regime monarchico. Davide, Salomone, e poi i re di Israele e di Giuda tesero a indebolire la coscienza tribale a favore dell'organizzazione territoriale e monarchica. È evidente, tuttavia, dalla visione escatologica di Ezechiele che li il signore di Israele come popolo composto da dodici tribù non era stata, neanche allora, cancellata.

## Galleria delle bandiere tribali

Giudaiti/Giuditi
Leviti
Simeoniti/Simoniti
Rubeniti

Aseriti
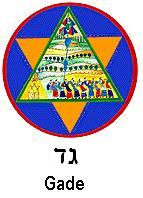
Gaditi
Neftaliti
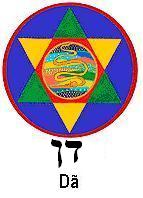
Daniti

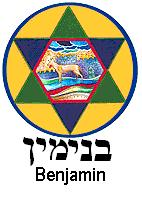
Beniaminiti/Beniamiti
Casato di Giuseppe (Manassiti, Efraimiti)
Zabuloniti
Issacariti